# Mike Hoffmann
Mike Hoffmann (ur. 1974) – niemiecki aktor teatralny, telewizyjny i filmowy pochodzenia austriackiego. 
W latach 1996–2009 występował na scenie w Düsseldorfie, Kolonii i we Frankfurcie, w Schlosstheater Moers (1999–2002), St. Pauli Theater und Deutschen Schauspielhaus Hamburg, a także w Nowym Jorku. 
Od roku 1999 pojawił się w wielu filmach telewizyjnych i pełnometrażowych. Produkcja ZDF Wyścig na biegun południowy (Der Wettlauf zum Südpol, 2010–2011), w którym grał rolę Roalda Amundsena, otrzymała nominację do nagrody Emmy. W 2017 roku na Berlinale, film Ein Weg (2017), w którym odgrywa jedną z dwóch głównych ról jako Andreas Haller, prezentowany był w sekcji Perspektive Deutsches Kino.

## Filmografia
- 2001: Kobra – oddział specjalny (Alarm für Cobra 11: Truckstop)
- 2003-2007: SOKO Köln jako komisarz policji Tobias Berger
- 2012: Kobra – oddział specjalny (Alarm für Cobra 11: Gier) jako Mark
- 2012: Inga Lindström: Dzień nad jeziorem (Inga Lindström: Der Tag am See, TV) jako Stellan Mansfeld
- 2013: Kobra – oddział specjalny (Alarm für Cobra 11: Geld regiert die Welt) jako dr Theobald Staudte
- 2015–2016: Sibel & Max jako Stefan Mannhardt
- 2017: Inga Lindström: Zatańcz ze mną (Inga Lindström: Tanz mit mir, TV) jako Alban Narvik
- 2018: Cecilia Ahern: Ein Moment fürs Leben (TV) jako Adam